# Герб Партеніта
Герб Партеніта затверджений 31 серпня 2006 р. рішенням Партенітської селищної ради. Герб є промовистим.

## Опис герба
Щит перетятий; у верхньому червоному полі — Св. Іоан Готський у срібному одязі; у нижньому синьому — золота гора над срібним меандром, стилізована під ведмедя, який лежить і п'є з моря, над нею праворуч — профіль голови дівчини, виконаний у античній грецькій традиції.

## Значення символіки
Св. Іоан Готський — уродженець Партеніта і небесний заступник селища. Ведмідь-гора — домінуючий природний об'єкт, своєрідна візитна картка селища й один з найвідоміших символів Південного берега Криму. Голова дівчини означає назву селища (у перекладі з грецького — Дівочий), а також нагадує про древній народ — таврів, що жили в цих місцях і поклонялись богині Діві.
Червоний колір означає мужність, життєствердну силу і працю, синій символізує красу і велич, а в сполученні зі срібними хвилями — синє море і блакитне небо.